# Claude Serre
 (janvier 2016).
Si vous disposez d'ouvrages ou d'articles de référence ou si vous connaissez des sites web de qualité traitant du thème abordé ici, merci de compléter l'article en donnant les références utiles à sa vérifiabilité et en les liant à la section « Notes et références ».
Pour les articles homonymes, voir Serre (homonymie).
Claude Serre, né le 10 novembre 1938 à Sucy-en-Brie et mort le 13 novembre 1998 à Caen, est un dessinateur français.

## Biographie
Après des études académiques, il suit, pendant 8 ans, avec son cousin Jean Gourmelin, une formation de maître-verrier avec le maître verrier Max Ingrand et réalisa de nombreux vitraux. Il se lance ensuite dans le dessin humoristique et devint illustrateur pour de nombreuses revues françaises, notamment Plexus, Planète, Hara-Kiri, Lui, Pariscope et La Vie électrique.
Il commence alors à illustrer des ouvrages. Le premier fut Asunrath, livre fantastique, édité chez Losfeld. Le fantastique l'intéressait et il traduisit cet intérêt dans les premières lithographies, qui furent diffusées, parfois en exclusivité, dans de nombreux pays, comme le Japon ou l’Allemagne[réf. souhaitée].
Il a participé à de nombreuses expositions, de groupe, comme celle de Berlin en 1964, ou personnelle, à Paris, en 1967. En 1969, il rencontre Jack Claude Nezat qui écrira de nombreux articles consacrés à son art et à son œuvre et organisera en 1975 et 1976-1977 deux expositions en Allemagne. Cette relation permit aussi au dessinateur de collaborer avec la revue Pardon.
Claude Serre, qui a eu entre-temps l’idée de réaliser des dessins humoristiques sur des thèmes comme la médecine, le sport, l’automobile, le bricolage, a vu son premier ouvrage Humour noir et Hommes en blanc, consacré au corps médical (notamment chirurgiens, dentistes), publié en 1972 par les éditions du Grésivaudan puis en 1973 aux éditions Glénat avec une préface de Pierre Dac. Cet ouvrage obtient le prix de l’Humour noir Grandville en 1973.
Il poursuit ses travaux sur un très grand nombre de thèmes, et les ouvrages sont publiés, avec des différences, par Glénat. Il illustre des ouvrages de Francis Blanche et de Frédéric Dard.
Souffrant depuis plus de sept ans d'une tumeur au cerveau, il décède trois jours après avoir fêté ses 60 ans, à Caen, dans le service de neurologie du professeur Theron. Il aura continué à dessiner et à produire des albums jusqu'au bout, malgré cette maladie et une lourde thérapie.

## Œuvre
Claude Serre est connu pour ses dessins humoristiques, mais il a aussi réalisé des œuvres dans le domaine de la lithographie, de l'illustration, de la gravure, du vitrail et du dessin fantastique. Il a utilisé des techniques très différentes : gravure, manière noire, lithographie, sérigraphie, dessin à la plume, trame à la main, vitrail, etc.
Il aura passé cinquante ans à dessiner puisque son premier dessin parut dans la presse dans une revue Prince Vaillant, lors d'un concours de dessin pour enfants. Il dessinera dans de nombreux domaines et différents magazines, insistant sur l'absurde de nos quotidiens et de notre société.
Il avait l'habitude de dire que « souvent le rire se provoque aux dépens d'une tragique situation d'un autre » ; mais aussi que « l'humour est la politesse du désespoir »[réf. nécessaire].

### Principaux albums (chezGlénat)
- 1972 : Humour noir et Hommes en blanc (réédité en 1973 avec une préface de Pierre Dac)
- 1977 : Le Sport
- 1978 : L'Automobile
- 1979 : SerreVice compris
- 1981 : Savoir vivre
- 1982 : La Bouffe
- 1983 : Le Bricolage
- 1984 : Les Vacances (préface de Gilbert Trigano)
- 1985 : Petits Anges (préface de Pierre Desproges)
- 1986 : Zoo au logis
- 1988 : Rechute
- 1991 : La Forme olympique
- 1993 : Musiques
- 1995 : Chasse et pêche
- 1995 : La Chasse (coffret édition de luxe)
- 1995 : La Pêche (coffret édition de luxe)
- 1996 : Faites vos jeux (en collaboration avec Bridenne)
- 1997 : Le Dico des maux
  - Tome 1 : Traitements et remèdes (préface de Frédéric Dard)
- 1999 : Coffret animaux
- 1999 : Coffret autobrico
- 1999 : L'Humour chronique de Serre
- 2001 : Le Livre d'or de Serre

### Affiches de cinéma
- 1980 : Un amour d'emmerdeuse d’Alain Vandercoille